# Балхач
Балхач — ручей на полуострове Камчатка в России, протекает по территории Быстринского района Камчатского края. Длина реки — 30 км.
Начинается на южном склоне горы Авалкан. Течёт в общем восточном направлении в межгорной долине, поросшей берёзовым лесом. Впадает в реку Большая Кимитина справа на расстоянии 67 км от её устья между горами Острая и Круглая. Около устья имеет ширину 12 метров, глубину 70 сантиметров и твёрдое дно.
Основные притоки — ручьи Луговой, Извилистый, Приточный (правые), Открытый (левый).
По данным государственного водного реестра России относится к Анадыро-Колымскому бассейновому округу.
Код водного объекта — 19070000112220000013632.